# Слободнюк, Сергей Леонович
Сергей Леонович Слободнюк (род. 4 апреля 1965 года, Душанбе, Таджикская ССР, СССР) — российский философ, литературовед и правовед. Доктор филологических наук, доктор философских наук, профессор.

## Биография
Родился 4 апреля 1965 года в Душанбе.
В 1989 году окончил факультет русского языка и литературы Таджикского государственного университета.
В 1989—1990 годах преподавал в Таджикском государственном университете.
В 1992 году окончил аспирантуру Института русской литературы РАН.
С 1993 года — профессор и заведующий кафедрой новейшей русской литературы Магнитогорского государственного университета.
Профессор кафедры английской филологии ОмГУ имени Ф. М. Достоевского.
Профессор кафедры журналистики и литературного образования ЛГУ имени А. С. Пушкина.
С 2022 года — заведующий кафедрой журналистики и литературного образования ЛГУ имени А. С. Пушкина.

## Награды
- Заслуженный деятель науки РФ[2]
- Почетный работник высшего профессионального образования РФ[2]

## Научные труды

### Монографии
- Слободнюк С. Л. Н. Гумилев. Проблемы мировоззрения и поэтики. — Душанбе: «Сино», 1992.
- Слободнюк С. Л. Русская литература начала XX века и традиции древнего гностицизма: монография. — СПб.; Магнитогорск: Рос. акад. наук. Ин-т рус. лит. (Пушк. дом), 1994. — 146 с.
- Слободнюк С. Л. «Дьяволы» Серебряного века. Древний гностицизм и русская литература 1890—1930 гг. — СПб.: «Алетейя», 1998. — 427 с.
- Слободнюк С. Л. «Идущие путями зла…». Древний гностицизм и русская литература 1880—1930 гг. — СПб.: «Алетейя», 1998. — 432 с. ISBN 5-8932-9080-6 (ошибоч.)
- Слободнюк С. Л. Соловьиный ад. Трилогия вочеловечения Александра Блока: онтология небытия. — СПб.: «Алетейя» — 372 с. ISBN 5-89329-493-9
- Слободнюк С. Л. Философия литературы: от утопии к Искажённому Миру. — СПб.: Наука, 2009. — 318 с. ISBN 978-5-02-025583-8
- Слободнюк С. Л. Муза мстительных надежд: принцип талиона и теократическая утопия в правосознании Серебряного века. — СПб.: Наука, 2010. — 127 с. ISBN 978-5-02-025590-6
- Слободнюк С. Л. Рай обреченный: утопическая архетипика в правовых исканиях русской мысли. — СПб.: Наука, 2010. — 227 с. ISBN 978-5-02-025600-2
- Слободнюк С. Л. Рыцарь Утренней Звезды: миры Н. Гумилева. — СПб.: Изд-во СПбГПУ, 2010. — 359 с. ISBN 978-5-7422-2806-6
- Слободнюк С. Л. Холодный сумрак бытия: творимая легенда Федора Сологуба. — СПб.: Изд-во СПбГПУ, 2011. — 231 с. ISBN 978-5-7422-3281-0
- Слободнюк С. Л. Правовая реальность: исторический анализ. — СПб.: Изд-во СПбГПУ, 2011. — 135 с. ISBN 978-5-7422-3283-4
- Слободнюк С. Л. Философия литературы: от утопии к Искаженному Миру.— 3-е изд., стер. — Москва: ФЛИНТА, 2020 .— 389 с. ISBN 978-5-9765-2327-2

### Учебники
- Слободнюк С. Л. Николай Гумилев. // История русской литературы Серебряного века: учебник для вузов / Отв. ред. В. В. Агеносов — 2-е изд., испр. и доп. — Москва: Издательство Юрайт, 2022. С. 149—159. ISBN 978-5-534-06806-1

### Статьи
- Слободнюк С. Л. Леонов и Случевский: апология мысли. // Леонид Леонов и русская литература XX века: Материалы юбилейной научной конференции, посвящённой 100-летию со дня рождения Л. М. Леонова, Санкт-Петербург, 19-20 мая 1999 года / Отв. ред. Т. М. Вахитова, В. П. Муромский. — СПб: Наука, 2000. С. 83—88.
- Слободнюк С. Л. Образы «Христа» и «Софии» в творчестве Л. Леонова и А. Блока. // Поэтика Леонида Леонова и художественная картина мира в XX веке: Материалы международной конференции, 20-21 июня 2001 г. / Отв. ред. Т. М. Вахитова. — СПб: Наука, 2002.
- Слободнюк С. Л. Мирооправдание и мироотрицание Л. Леонова. // Роман Л. Леонова «Пирамида». Проблема мирооправдания. / Отв. ред. Т. М. Вахитова, В. П. Муромский. — СПб: Наука, 2004. С. 97—121.
- Слободнюк С. Л. К вопросу о возможности словаря архетипов кризисного сознания: «свобода», «право», «закон». // Проблемы истории, филологии, культуры. — Магнитогорск.: МаГУ. — 2009. — № 24. — С. 786—791. ISSN 19920431
- Слободнюк С. Л. Утопическое правосознание, естественное право и соблазн свободы. // Правовая политика и правовая жизнь. — Саратов: Саратовский филиал Института государства и права РАН. — 2010. — № 1. — С. 27-34.
- Слободнюк С. Л. «Око за око»: теократическая утопия в правосознании Серебряного века. // Ленинградский юридический журнал. — Пушкин: Ленинградский государственный университет им. А. С. Пушкина. — № 3. — С. 158—176. ISSN: 1813-62302010.
- Слободнюк С. Л. Итальянские путешествия русских модернистов: в поисках идеала // Вестник Национальной академии туризма. — СПб.: Национальная академия туризма. — 2010. — № 1. — С. 67-72. ISSN: 2073-0624
- Слободнюк С. Л. Третейский суд — последний суд: парадоксы правосознания Серебряного века. // Третейский суд. — 2010. — № 3. — С. 178—186. ISSN: 2073-459X
- Слободнюк С. Л. Рождение возмездия из духа музыки или закон возмездия? // Проблемы музыкальной науки / Music scholarship. — Уфа: Уфимская государственная академия искусств им. Загира Исмагилова. — 2010. — № 2. — С. 210—214. ISSN: 1996-5326
- Слободнюк С. Л. «Возведённая в закон воля» и сакральная правовая реальность: слово и бытие. // Проблемы истории, филологии, культуры. — Магнитогорск.: МаГУ. — 2011. — № 3. — С. 434—438.
- Малько А. В., Слободнюк С. Л. Кризис современного правосознания и стратегия государственной антинаркотической политики. // Современное право. — 2011. — № 10. — С. 16-18.
- Слободнюк С. Л. Правовая реальность, кризис правосознания и «Lucy in the Sky with Diamonds» // Правовая политика и правовая жизнь. — Саратов: Саратовский филиал Института государства и права РАН. — 2011. — № 2. — С. 139—141. ISSN: 1608-8794
- Малько А. В., Слободнюк С. Л. Наказание как инструмент правовой реальности. // Вестник Воронежского государственного университета. Серия: Право. — Воронеж: Воронежский государственный университет. — 2012. — № 1. — С. 8-13.
- Малько А. В., Слободнюк С. Л. Смертная казнь, правовая реальность и кризис правосознания. // Современное право. — 2012. — № 6. — С. 3-6.
- Малько А. В., Слободнюк С. Л. Наказание в системе правовой реальности XXI века в историческом и правовом аспектах. // Современное право. — 2012. — № 8. — С. 31-33.
- Малько А. В., Слободнюк С. Л. Поощрение и воздаяние: исторический и теоретический аспекты. // Современное право. — 2012. — № 11. — С. 21-24.
- Тэпс Д. С. М., Цмай В. В., Слободнюк С. Л. Правовое государство в русской мысли. // Чёрные дыры в Российском законодательстве. — 2012. — № 2. — С. 26-31. ISSN: 0236-4964
- Слободнюк С. Л. Запрет в структуре первичной правовой реальности. // Вестник Самарской гуманитарной академии. Серия: Право. — Самара: Самарская гуманитарная академия. — 2012. — № 1. — С. 25-30. ISSN 23059605
- Слободнюк С. Л. Кризисное правосознание в воззрениях И. А. Ильина: методологический аспект. // Теория и практика общественного развития. — 2012. — № 10. — С. 309—311. ISSN: 1815-4964
- Слободнюк С. Л. Правовая реальность и правосознание в методологическом дискурсе. // Теория и практика общественного развития. — 2012. — № 11. — С. 345—347. ISSN 18154964
- Слободнюк С. Л. Правовая реальность и правосознание: проблема меры // Теория и практика общественного развития. — 2013. — № 1. — С. 375—377.
- Слободнюк С. Л. Правовая реальность, правосознание и мнимость понятийных смыслов. // Российский юридический журнал. Екатеринбург: УрГЮА — 2013. — № 1. — С. 40-44. ISSN 20713797
- Слободнюк С. Л. Правовая реальность: понятие и структура. // Современное право. — 2013. — № 2. — С. 8-11.
- Слободнюк С. Л. Правосознание, правовая реальность и феноменология права. // Современное право. — 2013. — № 5. — С. 3-7.
- Слободнюк С. Л. Наказание и талион в системе становящейся правовой реальности и кризисного правосознания. // Вектор науки Тольяттинского государственного университета. Серия: Юридические науки. — Тольятти: Тольяттинский государственный университет. — № 1. — С. 35-37. ISSN 222074572013.

### Комментарии
- Гумилев Н. С. Полное собрание сочинений: В 10 томах / Н. С. Гумилев; Скатов Н. Н., Грознова Н. А., Зобнин Ю. В., Павловский А. И., Эльзон М. Д.; Институт русской литературы (Пушкинский Дом) РАН. — Москва: Воскресенье, 1998. — 344 с. — ISBN 5-88528-179-3. (Комментарии: С. Л. Слободнюк)[3].